# Rumble Ponies de Binghamton
Les Rumble Ponies de Binghamton (en anglais : Binghamton Rumble Ponies) sont une équipe de ligue mineure de baseball basée à Binghamton (New York).
Affiliés aux Mets de New York de la Ligue majeure de baseball, les Rumble Ponies jouent au niveau AA en Eastern League. Fondée en 1987 à Williamsport (Pennsylvanie) sous le nom des Bills de Williamsport, l'équipe évolue depuis 1992 à Binghamton et porte le nom de Mets de Binghamton de 1992 à 2016.

## Histoire

### Bills de Williamsport (1987-1991)
La franchise est créée en 1987 à Williamsport (Pennsylvanie) sous le nom des Bills de Williamsport comme club-école de niveau AA de la franchise MLB des Indians de Cleveland. Après deux saisons dans l'organisation des Indians, la franchise passe sous le contrôle des Mariners de Seattle pour deux saisons (1989 et 1990) puis rejoint les Mets de New York en 1991. Les Mets procèdent au déménagement de ce club-école à Binghamton (New York) après la saison 1991. 

### Mets de Binghamton (1992-2016)

Le logo des Mets de Binghamton.

Les débuts de la franchise à Binghamton sont brillants avec deux titres de champion de l'Eastern League remportés lors des trois premières saisons (1992 et 1994). Ils remportent leur 3e titre en 2014, défaisant les Flying Squirrels de Richmond en grande finale de la ligue. Les Mets terminent au premier rang de la division Est en 1992, 1994 et 2014, et se qualifient aussi en séries éliminatoires en 1996, 1998, 2000, 2004, 2013 et 2015 sans toutefois parvenir à franchir le premier tour. 

### Rumble Ponies de Binghamton (depuis 2017)
Le 3 novembre 2016, il est annoncé que le club est rebaptisé Rumble Ponies de Binghamton. Le nom Rumble Ponies, qui se traduit en français par « poneys vrombissants » ou « bruyants », fait référence au fait que la municipalité de Binghamton dit être la « capitale mondiale du carrousel » et compte 6 carrousels antiques. Le nom est suggéré par une résidante de l'endroit, Nicole Schneider, qui dit avoir été inspirée par Carousel, un livre pour enfants écrit par la professeure de l'université de Binghamton, romancière et poète Liz Rosenberg (en).

## Palmarès
- Champions de l'Eastern League : 1992, 1994, 2014.